# Acianthera casapensis
Acianthera casapensis é uma espécie de orquídea epífita, família Orchidaceae, que existe em todos os países do Panamá à Bolívia e no Pará, Amazonas e Acre, no Brasil. São plantas de tamanho médio,  de crescimento subcespitoso, com caules muito mais longos que as folhas, de secção cilíndrica na base e triangularmente comprimidos  na porção superior, As folhas são mais ou menos ovais, com mais de uma inflorescência simultânea, as quais comportam diversas flores amarelas, e labelo com duas carenas paralelas.

## Publicação e sinônimos
- Acianthera casapensis (Lindl.) Pridgeon & M.W.Chase, Lindleyana 16: 242 (2001).

Sinônimos homotípicos:
- Pleurothallis casapensis Lindl., Edwards's Bot. Reg. 28(Misc.): 76 (1842).
- Humboltia casapensis (Lindl.) Kuntze, Revis. Gen. Pl. 2: 667 (1891).

Sinônimos heterotípicos:
- Humboltia polystachya Ruiz & Pav., Syst. Veg. Fl. Peruv. Chil.: 234 (1798).
- Stelis polystachya (Ruiz & Pav.) Willd., Sp. Pl. 4: 139 (1805).
- Pleurothallis chamensis Lindl., Orchid. Linden.: 2 (1846).
- Pleurothallis triangularis Klotzsch & H.Karst., Allg. Gartenzeitung 15: 329 (1847).
- Pleurothallis harpophylla Rchb.f., Bonplandia (Hannover) 3: 72 (1855).
- Pleurothallis triquetra Klotzsch ex Lindl., Fol. Orchid. 9: 13 (1859).
- Humboltia chamensis (Lindl.) Kuntze, Revis. Gen. Pl. 2: 667 (1891).
- Humboltia harpophylla (Rchb.f.) Kuntze, Revis. Gen. Pl. 2: 667 (1891).
- Pleurothallis phyllostachys Schltr., Repert. Spec. Nov. Regni Veg. Beih. 9: 76 (1921).
- Pleurothallis wolfiana Schltr., Repert. Spec. Nov. Regni Veg. Beih. 8: 64 (1921).
- Pleurothallis coffeicola Schltr., Repert. Spec. Nov. Regni Veg. 27: 50 (1929).
- Acianthera chamensis (Lindl.) Pridgeon & M.W.Chase, Lindleyana 16: 242 (2001).
- Acianthera coffeicola (Schltr.) Pridgeon & M.W.Chase, Lindleyana 16: 243 (2001).
- Acianthera phyllostachys (Schltr.) Pridgeon & M.W.Chase, Lindleyana 16: 245 (2001).
- Acianthera harpophylla (Rchb.f.) Luer, Monogr. Syst. Bot. Missouri Bot. Gard. 95: 253 (2004).